# Exetastes segmentarius
Exetastes segmentarius är en stekelart som beskrevs av Pérez 1895. Exetastes segmentarius ingår i släktet Exetastes och familjen brokparasitsteklar. Inga underarter finns listade i Catalogue of Life.